# Франц Кафка (награда - Прага)
Наградата „Франц Кафка“ е международна литературна награда, учредена през 2001 г. от Дружеството „Франц Кафка“ съвместно с Общината на Прага, Чехия в памет на живелия в града немскоезичен писател Франц Кафка.
Това е първата чешка литературна награда със световно значение и днес се оценява като една от най-престижните международни награди.
Победителят получава парична премия в размер около 10 хиляди щатски долара и бронзова статуетка – миниатюрно копие на пражкия паметник на Кафка.

## Носители на наградата
- 2001 – Филип Рот
- 2002 – Иван Клима
- 2003 – Петер Надаш
- 2004 – Елфриде Йелинек
- 2005 – Харолд Пинтър
- 2006 – Харуки Мураками
- 2007 – Ив Бонфоа
- 2008 – Арнощ Лустиг
- 2009 – Петер Хандке
- 2010 – Вацлав Хавел
- 2011 – Джон Банвил
- 2012 – Даниела Ходрова
- 2013 – Амос Оз[4]
- 2014 – Ян Лянкъ[5]
- 2015 – Едуардо Мендоса[6]
- 2016 – Клаудио Магрис[7]
- 2017 – Маргарет Атууд[8]
- 2018 – Иван Верниш[9]
- 2019 – Пиер Мишон
- 2020 – Милан Кундера[10]